# ホソマグソクワガタ科
ホソマグソクワガタ科（ホソマグソクワガタか、学名: Diphyllostomatidae）は昆虫綱・コウチュウ目（鞘翅目）・コガネムシ上科に分類される科の一つ。北米の1属3種のみのからなる小さい科である。

## 概要
アメリカ合衆国のカリフォルニア州にのみ生息し、ホソマグソクワガタ属（学名: Diphyllostoma）の3種のみが分類される。かつてはクワガタムシ科に分類されていたが、固有の派生形質（その群にのみ見られる特徴）が複数認められるとしてビヴァリー・ホロウェイという研究者が1972年に独立の科として分けて以来、その考え方が受け入れられている。
体長5-9 mmの多少細長い体型で、その名のとおりマグソクワガタを細長くしたような形態をしている。体色は暗褐色から赤褐色で、体表や付属肢はやや長い毛で覆われる。触角は10節で、球桿（きゅうかん：触角の先端数節が膨らんだ部分）は密着しない片状の3節からなる。腹部は外見上7節。上唇と大腮は頭蓋と癒着する。昼行性で、メスは飛翔することができない。生態は十分には研究されていないが、マグソクワガタ類に近いとされる。

## 分類
- ホソマグソクワガタ科 Diphyllostomatidae Holloway, 1972
  - ホソマグソクワガタ属 Diphyllostoma Fall, 1901
    - D. fimbriatum Fall, 1901
    - D. linsleyi Fall, 1932
    - D. nigricollis Fall, 1901